# パトリセ・トロボアダ
パトリセ・エメリー・トロボアダ（ポルトガル語: Patrice Emery Trovoada、1962年3月18日 - ）は、サントメ・プリンシペの政治家。これまでに同国首相を4度務めたほか、外務大臣などを歴任。

## 経歴
父は1991年から2001年まで首相を務めたミゲル・トロボアダで、コンゴ民主共和国の初代首相、パトリス・ルムンバにちなんで名づけられた。2001年9月から2002年2月4日まで外相を務め、その後はフラディッケ・デ・メネゼス大統領の石油顧問を務めたが「自らの地位を悪用し、私的な利益を生み出している」として2005年5月に罷免された。
現在は独立民主行動（ADI）の幹事長を務める。2006年7月の大統領選に立候補し、対抗馬の本命と目されたが得票率は38.82%に留まり、現職のメネゼスに敗れた。2008年2月14日にトメ・ベラ・クルス首相が辞任すると、メネゼス大統領から首相に指名された
。同年3月4日にはガボンを手短に公式訪問した。しかし、発足からわずか3ヶ月の5月20日、国会に野党のサントメ・プリンシペ解放運動社会民主党（MLSTP/PSD）から問責決議案が提出された。決議案は賛成30票、反対23票、棄権2票で可決され、トロボアダ内閣は総辞職。その翌月にメネゼス大統領がMLSTP/PSDに組閣を要請し、ジョアキン・ラファエル・ブランコ党首を首班とする新内閣が発足した。
その後、2010年の議会選で首相に復帰したが、国会での過半数を失い、2012年12月12日に政権を降りた。2014年11月29日に3度目の首相に就任し、2018年の議会選でADIは第1党を守ったものの過半数を割り込み、野党連合に政権を奪われることとなった。2022年5月の議会選挙でADIが勝利し4度目の首相となったが、カルロス・ビラ・ノヴァ大統領との関係は次第に悪化。2023年11月にトロボアダ内閣が開発税や航空税の増税を決定したことで両者の対立は頂点に達し、2025年1月6日、ノヴァ大統領は不忠や国外滞在期間が長いことを理由にトロボアダ内閣を更迭し、ADIに対して72時間以内に別の首相候補を出すよう要求した。